# ۴اکس
۴اکس (به انگلیسی: 4x) یا ۴x یکی از زیرمجموعه‌های سبک استراتژیک است. در این نوع از بازی‌ها بازیکن مدیریت یک قلعه را دارد و باید به انجام چهار امر بپردازد: ۱-گسترش، ۲-اکتشاف، ۳-انهدام و ۴-بهره‌برداری.
هر این چهار کلمه در انگلیسی با Ex شروع می‌شوند (1-Expand , 2-Explore , 3-Exploit , 4-Exterminate)به همین دلیل این سبک از بازی را ۴اکس نام گذاری کرده‌اند.

## بازی‌ها
برخی از عناوین محبوب سبک ۴اکس:
1. استلاریس
2. دوران شگفتی‌ها: سقوط سیاره
3. جنگ تمام‌عیار (مجموعه بازی)